# زبان‌های آلارودی
زبان آلارودی یک خانوادهٔ زبانی پیشنهادی‌است دربرگیرندهٔ زبان‌های قفقازی شمال خاوری و خانوادهٔ مردهٔ زبان‌های هوری-اورارتویی.
نخستین کسی که چنین خانوادهٔ زبانی‌ای را پیشنهاد داد فریتس هومل (۱۸۵۴-۱۹۳۶) بود. او این نام را از نوشته های هرودوت بیرون‌کشیده‌بود. هرودوت برای نامیدن پادشاهی اورارتو از این نام بهره برده‌است. پس از هومل کسانی چون اوستیر، الکساندر اسوانیدزه، گیورگی ملیکیشویلی، ایگور دیاکونوف و اس‌ای استاروستین نیز بر روی این خانوادهٔ زبانی پژوهش‌هایی صورت‌دادند.